# Star Wars: Battlefront II (videojuego de 2005)
Star Wars: Battlefront II es un videojuego de tipo FPS desarrollado por Pandemic Studios y Lucas Arts y fue lanzado el 1 de noviembre de 2005 como mejora del juego antecesor Star Wars: Battlefront.
El día del lanzamiento coincidió con la puesta en venta del DVD de la película de la saga La venganza de los Sith. Este juego agrega todos los elementos nuevos de la última película de la saga, el Episodio III, además incluye dos grandes mejoras: jugar como Jedi y el combate espacial. El juego está disponible para PC, Xbox, PSP y PlayStation 2. Este juego fue condecorado como el mejor después de KOTOR y más vendido de todos los juegos de la saga de la Guerra de las Galaxias.
El 31 de mayo de 2014 los servidores en línea hosteados por GameSpy fueron dados de baja debido al término del servicio, posteriormente el juego se añadió a la lista de juegos soportados por el servicio GameRanger. El 2 de octubre de 2017 el online del juego fue revivido tras un trabajo en conjunto con Disney (actual dueño de la franquicia de Star Wars) y la tienda de juegos digitales GOG permitiendo además juego cruzado entre los jugadores de GOG y Steam.

## Características principales
- Al igual que en el original es jugable en primera o tercera persona.
- La inteligencia artificial está mejorada con respecto a Star Wars Battlefront I, pero solo tiene dos niveles de juego: normal y élite.
- Se añadió el combate espacial permitiéndonos luchar en naves estelares como los Ala-X, cazas TIE, cazas estelares Jedi y otras naves para derribar la nave insignia enemiga.
- También se puede jugar como un héroe o villano, Jedi o Sith, usando los poderes de la fuerza y blandiendo un sable de luz para acabar rápidamente con los enemigos.
- El juego se desarrolla en más de 16 nuevos escenarios tanto en tierra como en el espacio. Muchos de los planetas nuevos son del episodio III, como Mustafar, Coruscant y Utapau. Además hay también mapas nuevos de la primera trilogía como Yavin IV y la Estrella de la muerte.
- Sin embargo, quitaron varios escenarios de la primera parte, como las praderas de Naboo o el desierto de Tatooine y algunos planetas, como Bespin y Rhen Var. No obstante, el resto de escenarios fueron remodelados en esta segunda parte y superaron con creces a los de la predecesora.
- Existen tres modalidades de juego esenciales: acción instantánea, conquista galáctica y la campaña El auge del imperio.
- Por supuesto se puede jugar en línea hasta 24 jugadores en PS2, 32 en XBOX y 64 en PC.

## Modos de Juego
- Acción Instantánea: Es el clásico enfrentamiento entre la República y Confederación de Sistemas Independientes o el Imperio galáctico y la Alianza rebelde. Este modo de juego tiene otras tres variantes: el modo Conquista, la clásica batalla entre bandos con el objetivo de acabar con todos los enemigos o controlar todos los puestos de mando, y se añade la presencia de un héroe que ayude en la batalla, que solo se puede elegir al conseguir cierto número de puntuación durante la partida; el modo Asalto, en el que para ganar se tiene que conseguir cierto número de puntos destruyendo unidades y objetos enemigos; el modo captura de la bandera, que se divide en dos modos, llevar la bandera aliada a la base enemiga, o conseguir la bandera enemiga y llevarla a la base aliada (en este modo no importan las bajas y no se pueden conquistar los puestos de mando); el modo caza, solo en algunos planetas, en el que con un tipo de unidad hay que cazar a otra unidad (por ejemplo en Endor, los Soldados Exploradores contra los Ewoks); y, otro modo único en MOS EISLEY, un enfrentamiento entre los héroes y villanos de la saga.
- Conquista Galáctica: Al igual que en el original en este juego la conquista galáctica se basa en la dominación de todos los planetas de la Galaxia. Pero aquí hay más planetas y para conquistarlos se necesitan las flotas espaciales. Las flotas avanzan de planeta en planeta y cada vez que llegue a un planeta enemigo inicia la batalla; y si se encuentra con otra flota enemiga empezará una batalla espacial. A diferencia del primer juego, aquí cada jugador tiene su turno y va ganando puntos, con esos puntos tendrá que comprar las unidades que quiera y las bonificaciones que usará en las batallas. Es algo parecido a Risk.
- El Auge del Imperio: En este juego la campaña empieza con la legión de élite de soldados clon 501 en el planeta de Geonosis, de ahí continua con las Guerras Clon y hay que jugar todas las batallas que se realizaron en varios planetas (Mygeeto, Felucia, Kashyyyk, la batalla espacial de Coruscant, Utapau) hasta que llega la ejecución de la orden 66 cuando se tendrá que eliminar a los Jedi, dar fin a la guerra y dar inicio al Imperio. De esta manera pasas de ser un soldado clon de la República a un soldado imperial miembro de la tropa élite "El puño de Vader". Luego habrá que acabar con cualquier indicio de rebelión pasando por Naboo, Kamino y Mustafar hasta un alzamiento en la Estrella de la muerte, de ahí pasamos a Polis Massa, y luego a Tatooine; donde se desarrolla la batalla en el Tantive IV y es capturada la princesa Leia. Ahora se llega al inicio de la saga original donde ocurren las batallas de Yavin IV y de Hoth donde el Imperio galáctico sale victorioso y la campaña termina.

Todos estos modos de juego pueden ser jugados en el modo multijugador, o si lo prefieres puedes jugar con un amigo en la modalidad pantalla dividida.

## Planetas, bandos y unidades

### Planetas
- Coruscant: Este es el planeta ciudad corazón de la República, donde se puede jugar la batalla espacial y el escenario en el Templo Jedi donde ocurre la masacre de la Orden 66.
- Mygeeto: Un planeta industrial de la CSI donde se encuentra la fuente de poder de la Estrella de la muerte y es misión de Ki-Adi-Mundi tomarla y llevarla al Consejo Jedi.
- Felucia: Un planeta de aspecto amazónico donde existen fieras criaturas. Entre estas, el acklay. En este planeta puedes elegir a Aayla Secura como héroe de la República.
- Kamino: Es el centro de clonación de la República y la fuente de poder del ejército clon. también donde se libra la batalla de los rebeldes contra el imperio (solo en el juego)
- Geonosis: El planeta desértico donde se iniciaron las Guerras Clon.
- Mustafar: Planeta volcánico donde Anakin Skywalker acabó con los líderes separatistas y fue derrotado por su antiguo maestro y amigo Obi-Wan Kenobi.
- Utapau: Es en este planeta de ciudades formadas en profundas grutas donde Obi-Wan Kenobi acabó con el general droide Grievous.
- Kashyyyk: El planeta natal de los wookiees y Chewbacca.
- Hoth: Planeta helado, base de los rebeldes que es destruida por el Imperio.
- Endor: Luna selvática, hogar de los ewoks donde tiene lugar el capítulo final de la trilogía clásica.
- Tatooine: Es en planeta desértico, controlado por contrabandistas y piratas, donde tuvo lugar el nacimiento de Anakin Skywalker y donde se cría su hijo Luke Skywalker.
- Dagobah: Pequeño planeta de superficie fangosa donde se exilia el maestro Yoda y le enseña las artes Jedi a Luke Skywalker.
- Yavin IV: En esta luna estaba la base original de los rebeldes y en su espacio exterior es donde tiene lugar la destrucción de la primera Estrella de la muerte.
- Naboo: Aquí habitan dos razas principales, el realengo humano y los gungan que vivían por separado pero a raíz de la invasión droide se unificaron como una sola nación.
- Polis Massa: Sistema de asteroides que sirve como estación médica y de servicio y lugar donde nacen Luke Skywalker y Leia Organa Skywalker y donde muere su madre, Padme Amidala.
- Estrella de la Muerte: Estación espacial del Imperio Galáctico capaz de destruir planetas.
- Tantive IV: Corveta coreliana rebelde (también llamada Rebel Blockade runner) que es interceptada por Darth Vader y donde es capturada la princesa Leia.
- Palacio de Jabba: Palacio del mafioso Jabba el Hutt en el planeta Tatooine (solo en modo Acción Instantánea).

Planetas Descargables (Xbox 360)
- Rhen Var
- Bespin

### Héroes

#### República Galáctica
- Yoda
- Mace Windu
- Obi Wan Kenobi
- Ki-Adi-Mundi
- Aayla Secura
- Anakin Skywalker (DLC)
- Kit Fisto (DLC)

#### C.S.I.
- Darth Maul
- Grievous
- Jango Fett
- Conde Dooku
- Asajj Ventress (DLC)

#### Imperio Galáctico
- Darth Vader
- Palpatine
- Boba Fett
- Anakin Skywalker

#### Alianza Rebelde
- Princesa Leia
- Han Solo
- Chewbacca
- Luke Skywalker como Jedi y piloto
- Yoda
- Obi Wan Kenobi (solo en Mustafar y en el modo (conquista galáctica)

##### Héroes descargables (Xbox 360)
- Kit Fisto
- Asajj Ventress

##### Héroes según planetas
```
                       
República
       
CSI
                
Imperio
            
Rebeldes

Coruscant
              Mace Windu      Darth Maul         El Emperador       Luke Skywalker

Dagobah
                Yoda            General Grievous   Darth Vader        Yoda

Endor
                  --------        --------           Darth Vader        Han Solo

Estrella de la muerte
  Obi-Wan         El Emperador       El Emperador       Luke Skywalker

Felucia
                Aayla Secura    Jango Fett         Boba Fett          Chewbacca

Geonosis
               Mace Windu      Conde Dooku        --------           --------

Hoth
                   --------        --------           Darth Vader        Luke (piloto)

Kamino
                 Obi-Wan         Jango Fett         --------           --------

Kashyyyk
               Yoda            Jango Fett         Boba Fett          Chewbacca

Mos Eisley
             Obi-Wan         Darth Maul         Boba Fett          Han Solo

Mustafar
               Obi-Wan         Darth Maul         Anakin Skywalker   Obi-Wan

Mygeeto
                Ki-Adi-Mundi    General Grievous   Boba Fett          Luke Skywalker

Naboo
                  Obi-Wan         Darth Maul         El Emperador       Princesa Leia

Palacio de Jabba
       Aayla Secura    Darth Maul         Boba Fett          Luke Skywalker

Polis Massa
            Yoda            Darth Maul         El Emperador       Princesa Leia

Tantive IV
             Yoda            General Grievous   Darth Vader        Princesa Leia

Utapau
                 Obi-Wan         General Grievous   Boba Fett          Han Solo

Yavin 4
                Mace Windu      Darth Maul         Boba Fett          Chewbacca

Bespin (DLC)
           Aayla Secura    Asajj Ventress     Darth Vader        Luke Skywalker

Rhen Var (DLC)
         Kit Fisto       Darth Maul         Bob Fett           Han Solo

Rhen Var Puerto (DLC)
  Kit Fisto       Asajj Ventress     El Emperador       Chewbacca

Yavin Arena(DLC)
      Anakin Skywalker Asajj Ventress     Boba Fett          Luke Skywalker
```

### Bandos
En Star Wars Battlefront II existen cuatro bandos principales: República, CSI, Imperio Galáctico y Alianza Rebelde. Estos se dividen en dos grupos según la época:
- Guerras Clon: Es la guerra entre la República, y la Confederación de Sistemas Independientes que inicia en Geonosis y termina con el surgimiento del Imperio.
  - República: La Unión Democrática de innumerables sistemas estelares bajo el gobierno de un senado galáctico. La república, a medida que se fue ampliando, fue perdiendo control de los sistemas, de manera que tomó la decisión de equiparse con un ejército de clones creados en Kamino. La Creación de este ejército dio comienzo a las renombradas guerras clon o la guerra de los clones.
  - Confederación de Sistemas Independientes: Es la congregación de aquellos sistemas que no están de acuerdo con la República, entre estos están la Federación de Comercio, la Tecno-Unión y el Clan Bancario Intergaláctico. También se le denomina Confederación de Sistemas Independientes o separatistas.

- Guerra Civil y Galáctica: Con la formación del Imperio, varios grupos de personas denomindas rebeldes de aquellos sistemas que se regían por las leyes de la Antigua República se alzaron en rebelión dando inicio a una nueva guerra que acabaría con la destrucción de la Estrella de la muerte en Endor, dando paso a la era de la Nueva República.
  - Imperio Galáctico: Gobernado por el emperador Palpatine y su aprendiz Darth Vader. El imperio es una orden de crueldad e injusticia que suplanta a la República.
  - Alianza Rebelde: Los forman todos aquellos planetas que bajo una alianza se unen en contra del Imperio.

### Unidades
En el juego se pueden utilizar nueve tipos de unidades distintas, cada una de las cuales tienen distintos tipos de armamentos, utilidades, y habilidades. Existen seis tipos que son comunes en todos los bandos: soldados, infantería pesada, francotiradores, ingenieros, pilotos y marines. Estos dos últimos son exclusivos para batallas espaciales.
Cada bando tiene también dos unidades especiales, cuyo número en la batalla es limitado y que cumplen la función de comandantes, espías, refuerzos, etc. Por último se encuentran los héroes, son diferentes dependiendo del mapa o del bando y solo puede ser utilizado por un jugador a la vez. Su presencia es progamable. A continuación se explicarán detalladamente:
- Unidades del espacio: Son solo dos y no varían según el bando:
  - Pilotos: Son los especialistas en los combates en naves ya que pueden reparar la nave mientras vuelan. También están equipados para el sabotaje de la nave enemiga. Poseen una pistola láser, un cortador de fusión y bombas de tiempo.
  - Marines: Son aquellas unidades de infantería, prácticamente iguales a un soldado, que sirven para desembarcar en la nave capital y destruir sus sistemas internos, no pueden reparar la nave mientras vuelan pero son mucho más fuertes que los pilotos en el combate cuerpo a cuerpo. Están armados con un fusil láser, un lanzamisiles y detonadores térmicos.

- Unidades de tierra: Son los cuatro tipos principales que se usan en los combates sobre la superficie del planeta:
  - Soldados: Son la infantería básica o de asalto en el combate. Equipados con un fusil y una pistola láser y detonadores térmicos, son los más comunes y más fáciles de usar. Son el soldado clon (Antigua República), el superdroide de combate (CSI), el soldado de asalto(Imperio Galáctico) y el soldado rebelde (Alianza Rebelde).
  - Infantería Pesada: Las tropas de infantería pesada son lo que hoy llamamos antitanques. Estas tropas brindan un poderoso soporte a los soldados y están especializados en eliminar los vehículos enemigos y formaciones cerradas de infantería. Están armados con lanzacohetes, pistolas láser, detonadores térmicos y minas explosivas. Se encuentran el soldado pesado (Antigua República), el droide de asalto (CSI), el soldado de choque (Imperio Galáctico) y la vanguardia rebelde (Alianza Rebelde).
  - Francotiradores: Son las tropas de exploración cuya tarea es encontrar y eliminar enemigos desde una posición segura y alejada del campo de batalla. Están equipados con un rifle de precisión, pistola láser, torretas láser automáticas portátiles y detonadores térmicos. Son el tirador clon (Antigua República), el droide asesino (CSI), el soldado explorador (Imperio Galáctico) y el francotirador rebelde (Alianza Rebelde).
  - Ingenieros: Son el sustituto de los pilotos que se encontraban en Battlefront I, sin embargo esto significa que el jugador no podrá utilizar naves en los combates terrestres. Los ingenieros de combate son más fuertes en el combate cerrado (por ejemplo Polis Massa). Son capaces de reparar y sabotear vehículos y torretas. Además pueden proveer tanques de bacta que proporcionan salud y munición y tienen la exclusiva habilidad de ser inmunes a las minas enemigas. Llevan como armamento una escopeta, cortador de fusión (para neutralizar minas enemigas, reparar torretas, reparar o inutilizar vehículos), paquetes explosivos con detonador remoto y dispensadores de salud y munición. Dentro de este tipo están el ingeniero clon (Antigua República), el droide ingeniero (CSI), el ingeniero imperial (Imperio Galáctico) y el contrabandista rebelde (Alianza Rebelde).

- Unidades especiales: Para poder utilizarlas en el combate habrá que ganar cierta cantidad de puntos dependiendo de la unidad y hay un máximo de ocho unidades por batalla.

#### Unidades Especiales

##### República
- Comandante clon: Son los que lideran los ataques contra el enemigo, poseen una gran potencia de fuego y pueden subir la moral de las tropas. Están equipados con una ametralladora de cadena, una pistola comando, un droide de reconocimiento y poseen la habilidad de repliegue que aumenta la defensa de las tropas de su alrededor.
- Soldado Propulsado o jettrooper: Con su jetpack o mochila de propulsión es capaz de moverse rápidamente a cualquier sitio del mapa y realizar una emboscada. Se encuentra armado con un lanzador de protones (especial para acabar con los escudos de los droidekas), una pistola comando y detonadores térmicos.

##### CSI
- Magnaguarda: Son los guardaespaldas del general Grievous poseen un gran armamento y son letales contra formaciones cerradas de soldados. Tienen una pistola lanzamisiles bulldog, un lanzador de radiación, veneno neurotóxico (afecta a los enemigos que se encuentran alrededor) y un droide de reconocimiento.
- Droideka: Los droides destructores o droidekas son los indestructibles (por decirlo de alguna manera) del campo de batalla. Poseen un escudo que les permite disparar desde adentro y los protege del fuego enemigo. Son capaces de compactarse en una rueda (tipo Samus) para trasladarse rápidamente. Tienen blasters repetidores y un generador de escudos deflectores.

##### Imperio
- Oficial imperial: Al igual que el comandante clon, este oficial fuertemente armado lidera el combate y es capaz de aumentar el daño que producen sus soldados. Se encuentra armado con una pistola sónica, un mortero, un droide de reconocimiento y la habilidad de furia que aumenta su poder de ataque.
- Soldado oscuro: Como una mejora del soldado propulsado también posee un jetpack que le permite trasladarse rápidamente. Tiene como armas un lanzaarcos eléctrico con el que puede atacar a varios enemigos a la vez, una pistola comando y detonadores térmicos.

##### Rebeldes
- Guerrero wookie: Fuertes y feroces los compatriotas de Chewbacca son los soldados más resistentes del juego. Están equipados con una ballesta láser, un lanzagranadas, detonadores térmicos y un droide de reconocimiento.
- Espía bothan: Son expertos en el sigilo, el espionaje y las emboscadas. Pueden ir a la base enemiga sin ser vistos y sembrar el caos con una bomba o con su incinerador. Tienen un rifle incinerador, una bomba de tiempo y la habilidad de invisibilidad y darle la habilidad de regenerarse a sí mismo y los aliados cerca de él.

Aparte de todas estas habilidades, todas las unidades (excepto los jedi/sith ) tienen mejoras. Si juegas muy bien con una unidad en una sola vida y con un arma específica, puedes obtener premios, desde un blaster que no se sobrecarga a cohetes telidirigidos.

## Recepción
Battlefront II fue elogiado no solo por tener un argumento más agradable en las misiones de un jugador, sino también por arreglar muchos de los problemas que plagaron al original. Por ejemplo, se mejoró la inteligencia de las unidades de IA, y se agregaron objetivos más variados para lograr la victoria. Computer and Video Games sostuvo que el reforzado modo de un jugador era "implacable" y siempre un buen reto. Las
publicaciones encontraron la inclusión de las batallas espaciales como una grata adicción, sin embargo Gamespot afirmó que la inclusión de los Jedi, aunque se veían "bien el papel", no terminaron "sintiéndose como épicos", tal y como se esperaba. Game Revolution argumentó que si el modo multijugador era quitado, incluso la nueva campaña no sería suficiente para hacer que el juego valiera la compra.